# ماهیچه کشنده پهن میانی
ماهیچه کِشنده پهن میانی (انگلیسی: Tensor vastus intermedius muscle) از ماهیچه‌های دستهٔ جلویی (کمپارتمان قدامی) ران پا است. این ماهیچه بین ماهیچه پهن میانی و ماهیچه پهن بیرونی قرار گرفته است. 
ساختاری به نام ماهیچه کشنده پهن میانی قبل از این هم گزارش شده اما در هیچ‌یک از کتاب‌های درسی توصیف یا نمایش داده نشده است. نام آن را گروب و دیگران» در سال ۲۰۱۶ تعیین کردند.